# Hellmut Hattler

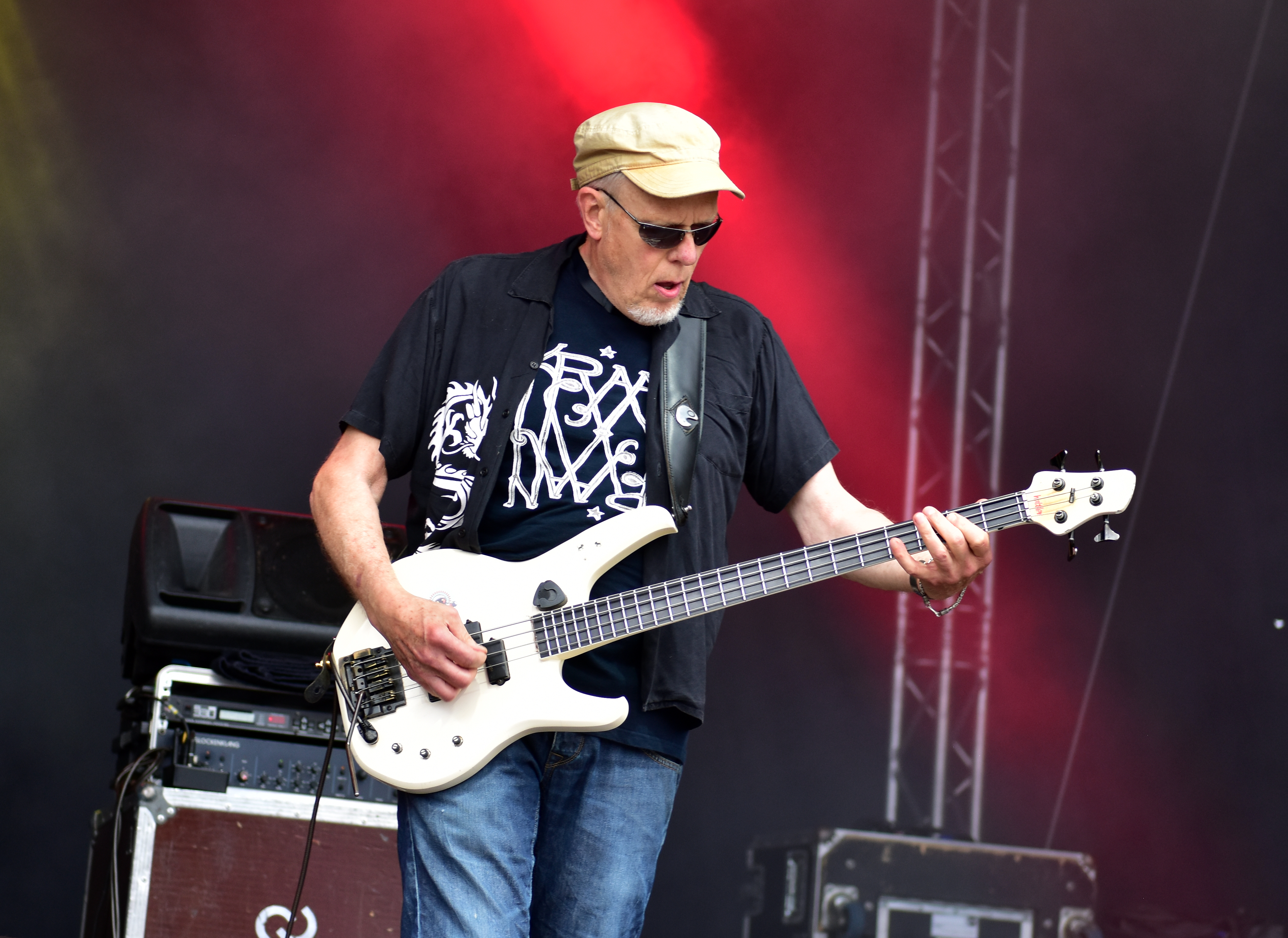
Hellmut Hattler beim Burg Herzberg Festival 2024

Hellmut Hattler (* 12. April 1952 in Ulm) ist ein deutscher Jazz- und Rockbassist.

## Leben

### Kraan
Hattler spielte mit 16 Jahren Kontrabass in einer Schülerband, unter anderen mit Jan Wolbrandt am Schlagzeug und Johannes Pappert am Saxophon. Als Peter Wolbrandt dazustieß, wechselte er zum E-Bass. Aus diesem Quartett wurde 1971 die Jazzrock-Gruppe Kraan. Nach der Bedeutung des Namens der Band befragt, erklärt dessen Erfinder Hattler: „Er klingt gut, weil er vorne hart, aggressiv anfängt, und hinten weich aufhört.“
Nach sechs Alben und hunderten Konzerten mit Kraan veröffentlichte Hellmut Hattler, unterstützt von einer deutschen All-Star-Besetzung, sein erstes Solo-Album Bassball.

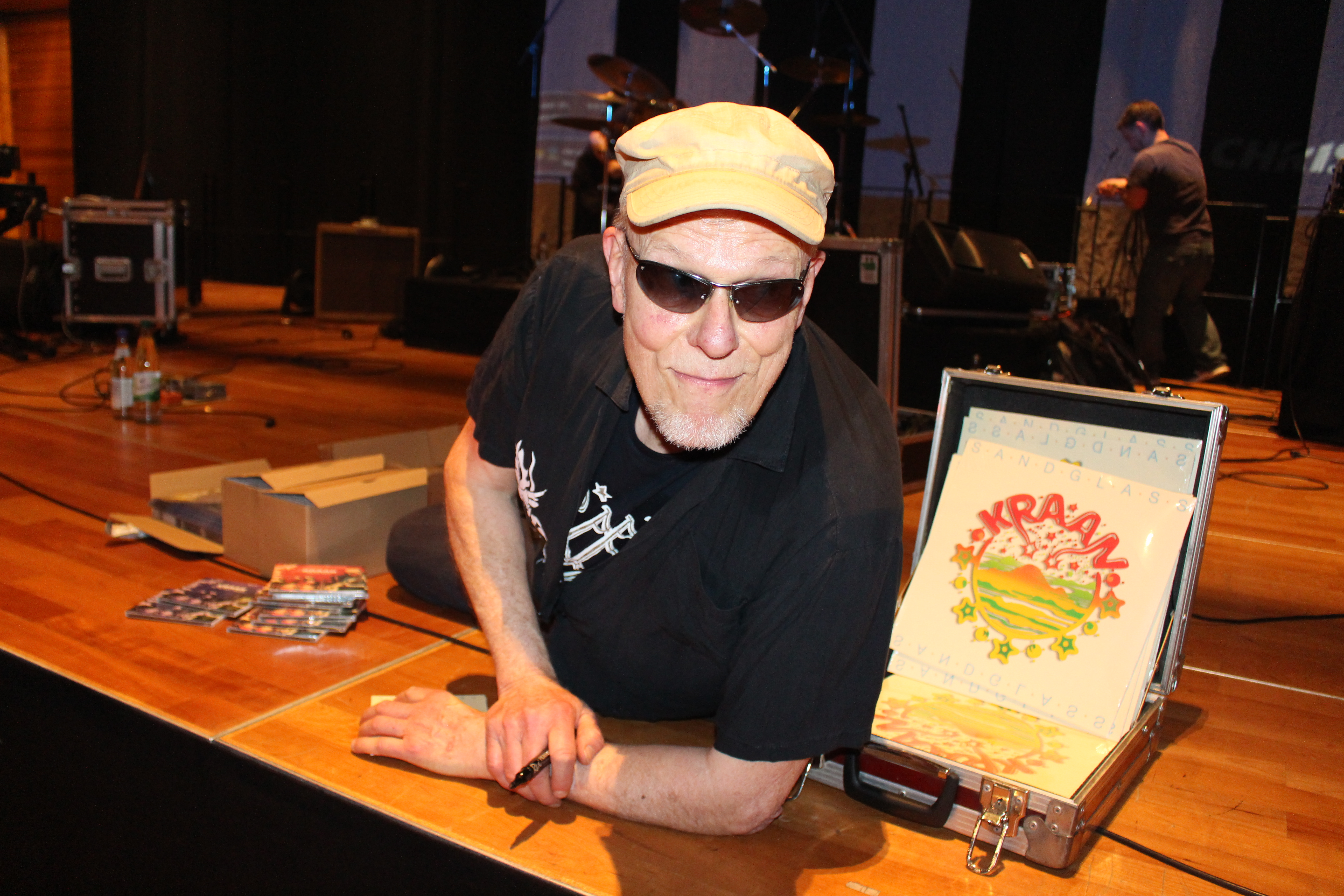
Hellmut Hattler (2023)

1975–1981 und 2008 spielte er nebenbei unter dem Pseudonym Karl Maria von Sinnen bei Guru Guru.
Die Gruppe Kraan wohnte in den Jahren ihres Bestehens unter anderem aus finanziellen Gründen zusammen. 1983 wurde die Band aufgelöst.
Ende der 1980er wurde man wieder für einige Jahre aktiv, der Trompeter Joo Kraus übernahm dabei den Part des Keyboarders Ingo Bischof. Im Sommer 2000 gab’s ein umjubeltes Comeback in Ulm und dann auf dem Burg Herzberg Festival (Besetzung: Peter Wolbrandt, Jan Fride Wolbrandt, Hellmut Hattler und Ingo Bischof). 2001 feierte Hattler sein 30-jähriges Bühnenjubiläum mit Kraan und gab eine neue CD Live 2001 heraus. Seitdem veröffentlicht die Band neue Produktionen und ist auch wieder live zu hören.

### Tab Two
Nach einem kurzen Gastspiel bei der Gruppe Fehlfarben traf Hattler 1986 auf den Ulmer Trompeter Joo Kraus. Gemeinsam mit dem Gitarristen Torsten de Winkel, der in der Folgezeit auch auf allen Tab-Two-Alben als Gast zu hören ist, entstand die CD de Winkel-Hattler – Humanimal Talk. Nach de Winkels Übersiedlung in die Vereinigten Staaten produzierten Hattler und Kraus 1991 als Tab Two ihre erste Duo-Platte, Mind Movie. Aus den anfänglichen Versuchen, Jazz und Hip-Hop zu vereinen wurden sie die wegweisende deutsche Acid-Jazz Formation, die mit ihren sieben Alben großen Erfolg hatte und war eine der ersten Bands, die ohne Drummer auf Openairbühnen Erfolge feiern konnte. Flagman Ahead wurde zum Dauerbrenner amerikanischer Radiostationen; das Duo komponierte für Tina Turner. Dennoch beendete Tab Two nach vielen weltweiten Tourneen die Zusammenarbeit und löste sich auf.
Seit 2011 arbeiteten die beiden Musiker zusammen an dem Best-of-Album Two Thumbs Up, das im April 2012 erschienen ist. Nach einem ersten Auftritt im Rahmen eines Festivals zu Hattlers Geburtstag 2012 spielten sie zwölf Konzerte. 2013 gab es zwei Auftritte als Tab Two & Friends, mit der früheren Gastsängerin Sandie Wollasch sowie Oli Rubow am Schlagzeug und Ralf Schmid an Keyboards.

### Hattler
Mit der Inspiration von jungen Musikern, die in ihre Spielweise ganz bewusst Elektronik einbauen, stellte Hattler im Jahr 2000 sein neuestes Projekt Hattler auf die Beine, das mit dem Album No Eats Yes neue Impulse setzte. Auch langjährige Partner wie Torsten de Winkel und Joo Kraus waren an den Aufnahmen beteiligt. No Eats Yes wurde 2001 mit dem deutschen Schallplattenpreis Echo für die beste Jazz-Produktion des Jahres ausgezeichnet.
Auch mit dem Projekt Deep Dive Corp. hat er sich elektronischer dargestellt und von 2000 bis 2006 fünf Alben aufgenommen, gefolgt von einem Best of-Album.
Seit 2006 ist Hattler in verjüngter Besetzung mit Fola Dada, Torsten de Winkel und Oli Rubow auf der CD The Big Flow sowie auf Tour zu hören.
2001 gründete Hattler das Platten-Label Bassball Recordings.
Hellmut Hattler hat bisher zwei Bass-Bücher veröffentlicht, zum einen die Schule Hip Bass, die sich vor allem mit der von Hattler selbst entwickelten Plektrum-Technik beschäftigt, zum anderen das Hellmut Hattler Songbook, das Songs seines Projekts Hattler in Tabulatur und Notenform darstellt. Darüber hinaus lehrt er regelmäßig auf dem „Bass Camp“ des deutschen Bassgitarrenherstellers Warwick – einer jährlich stattfindenden Schulungswoche, bei der Teilnehmer aus aller Welt die Möglichkeit erhalten, Instrumenten-Kurse bei international bekannten Bassisten zu belegen.

## Lehrbücher
- Hip Bass 1995, AMA-Verlag, ISBN 978-3-927190-34-4.
- Hellmut Hattler Songbook 2009, Bosworth Music, ISBN 978-3-86543-434-0.

## Diskografie

### MitKraan
- Kraan (1972)
- Wintrup (1973)
- Andy Nogger (1974)
- Live (1975)
- Porta Westfalica 1975 (2023)
- Let It Out (1976)
- Wiederhören (1977)
- Flyday (1979)
- Tournee (1980)
- Nachtfahrt (1982)
- Kraan „X“ (1983)
- Live 88 (1988)
- Dancing in the Shade (1989)
- Soul of Stone (1991)
- Live 2001 (2001)
- Berliner Ring (2002)
- Through (2003)
- Live at Finkenbach Festival 2005 (2017)
- Psychedelic Man (2007)
- Diamonds (2010)
- The Trio Years (live) 2018
- The Trio Years – Zugabe (2019)
- Sandglass (2020)

### MitdeWinkelHattler
- Humanimal Talk (1988)

### MitTab Two
- Mind Movie (1991)
- Space Case (1992)
- Hip Jazz (1994)
- Flagman Ahead (1995)
- Belle Affaire (1996)
- Sonic Tools (1997)
- Between Us (1999)
- … zzzipp! (2000)
- Live at the Roxy (2012, MP3/FLAC), Bandcamp
- Two Thumbs Up (2012)
- … zzzipp! extended (2013)

### Hattler
- Bassball (1978)
- No Eats Yes (2000)
- Remixed Vocal Cuts (2002)
- Mallberry Moon (2003)
- Bass Cuts (2004)
- Surround Cuts (2005, DVD Video)
- The Big Flow (2006)
- Live Cuts (2007)
- Leftfield Cuts (2010, MP3/FLAC), Bandcamp
- Gotham City Beach Club Suite (2010)
- The Kite (2013)
- Live in Glems (2013, MP3/FLAC), Bandcamp
- Live Cuts II (2014)
- Vinyl Cuts (2015)
- Warhol Holidays (2016)
- Bassball II (2017)
- Vinyl Cuts 2 (2018)
- Velocity (2018)
- Vinyl Cuts 3 (2019)
- Sundae (2021)[6]
- Stadtgarten 2005 (2022)
- Bassball Live 1978 (2023, MP3/FLAC), Bandcamp
- Happy Birthday Baby And All The Best Of 25 Years (2025)

### MitSiyou’n'Hell
- Siyou meets Hellmut Hattler (2010, mit Siyou Isabelle Ngnoubamdjum)
- two2one (2012)
- Soulscape Screenshots (2015)

### MitAli Neander
- Ali Neander feat. Hellmut Hattler (2010)
- This One Goes To Eleven (2014)

## Trivia
Beim Hattler-Areal in Ulm handelt es sich um ein Bauprojekt auf einem Grundstück, das vorher teilweise Hellmut Hattler gehört hatte.